# Perry Berezan
Perry Edmund Berezan (* 5. Dezember 1964 in Edmonton, Alberta) ist ein ehemaliger kanadischer Eishockeyspieler und -trainer, der im Verlauf seiner aktiven Karriere zwischen 1983 und 1993 unter anderem 409 Spiele für die Calgary Flames, Minnesota North Stars und San Jose Sharks in der National Hockey League auf der Position des Centers bestritten hat.

## Karriere
Nachdem Berezan seine Juniorenzeit in der Alberta Junior Hockey League äußerst erfolgreich hinter sich gebracht hatte, wurde er im NHL Entry Draft 1983 in der dritten Runde an 55. Stelle von den Calgary Flames ausgewählt. Die folgenden zwei Spielzeiten 1983/84 und 1984/85 spielte Berezan dann an der University of North Dakota in der National Collegiate Athletic Association, ehe er zum Ende der zweiten Spielzeit erstmals von den Flames in der NHL eingesetzt wurde. Der Kanadier hinterließ dabei mit fünf Punkten in neun Spielen einen bleibenden Eindruck und etablierte sich in den folgenden vier Spieljahren im Stammkader des Teams.
Im März 1989 transferierten die Flames den Center gemeinsam mit Shane Churla zu den Minnesota North Stars, die im Austausch Brian MacLellan und einen Viertrunden-Pick im NHL Entry Draft 1989, mit dem später Robert Reichel gezogen wurde, nach Calgary schickten. In Minnesota blieb Berezan bis zum Auslauf seines Vertrages am Ende der Saison 1990/91, als das Franchise nach Dallas umzog. 
Im folgenden Sommer unterzeichnete der Free Agent einen Vertrag beim neu gegründeten Franchise der San Jose Sharks, wo er die Spielzeiten 1991/92 und 1992/93 auflief. Am Ende der Saison 1992/93 beendete Berezan nach 378 NHL-Spielen, in denen er 136 Punkte erzielte, seine Karriere. Während seiner Zeit in der NHL entwickelte er sich von einem soliden Spielmacher zu einem defensivorientierten Stürmer. Nach seinem Karriereende war er zwei Jahre lang an seiner Alma Mater, der University of North Dakota, als Assistenztrainer des Eishockeyteams tätig.

## Karrierestatistik
(Legende zur Spielerstatistik: Sp oder GP = absolvierte Spiele; T oder G = erzielte Tore; V oder A = erzielte Assists; Pkt oder Pts = erzielte Scorerpunkte; SM oder PIM = erhaltene Strafminuten; +/− = Plus/Minus-Bilanz; PP = erzielte Überzahltore; SH = erzielte Unterzahltore; GW = erzielte Siegtore; 1 Play-downs/Relegation; Kursiv: Statistik nicht vollständig)